# Jack Rackham

Bandera de Jack el Calicó

Jack Rackham (1682 - 1720), conegut com a Calico Jack o Jack el Calicó, fou un capità pirata anglès durant el segle xviii que es guanyà el sobrenom per les seves acolorides vestimentes de calicó que lluïa, tot i que també es feu famós pel fet de portar a bord les més famoses dones pirata: Anne Bonny i Mary Read.
Rackman havia estat contramestre del capità pirata Charles Vane, però quan Vane refusà perseguir un vaixell de guerra francès en plena batalla, la tripulació es disgustà de tal manera que s'amotinà i alçà en Rackham com a nou capità.
Posteriorment, Rackham decidí acceptar una oferta de perdó reial i navegà cap al port de New Providence. Durant la seva estada allà s'enamorà d'una dona casada, Anne Bonny i s'uní a la tripulació del corsari Capità Burgess.
Quan la relació entre Rackham i Bonny es feu pública, el governador de Nueva Providencia amenaçà a Bonny d'assotar-la per adulteri, de manera que la parella formà una tripulació i robà un vaixell per dedicar-se novament a la pirateria, si bé Bonny es vestí com un home i adoptà el nom d'Adam Bonny per tal que la resta de tripulació no sabés que es tractava d'una dona.
Després de certa activitat pirata aconseguint el control de diversos carguers de pesca i un bergantí, foren capturats pel Capità Barnet, caçador de pirates. Rackham i la seva tripulació foren jutjats a Saint Jago De la Vega, a Jamaica, el 16 de novembre de 1720, essent culpats de pirateria i penjats l'endemà. Anne Bonny i Mary Read aconseguiren eludir la forca al·legant estar embarassades.
En la figura de Calico Jack s'ha inspirat el personatge de Jack Sparrow de saga fílmica de Pirates del Carib, així com el personatge de Les aventures de Tintín a Rackham el Roig.